# 배가사리
배가사리(학명: Microphysogobio longidorsalis)는 한반도의 고유종 중 하나로, 잉어과 모래무지아과 모래주사속에 속한 민물고기이다.